# Agra TI
| TI ist das Kürzel für den Kanton Tessin in der Schweiz. Es wird verwendet, um Verwechslungen mit anderen Einträgen des Namens Agra (Begriffsklärung) zu vermeiden. |

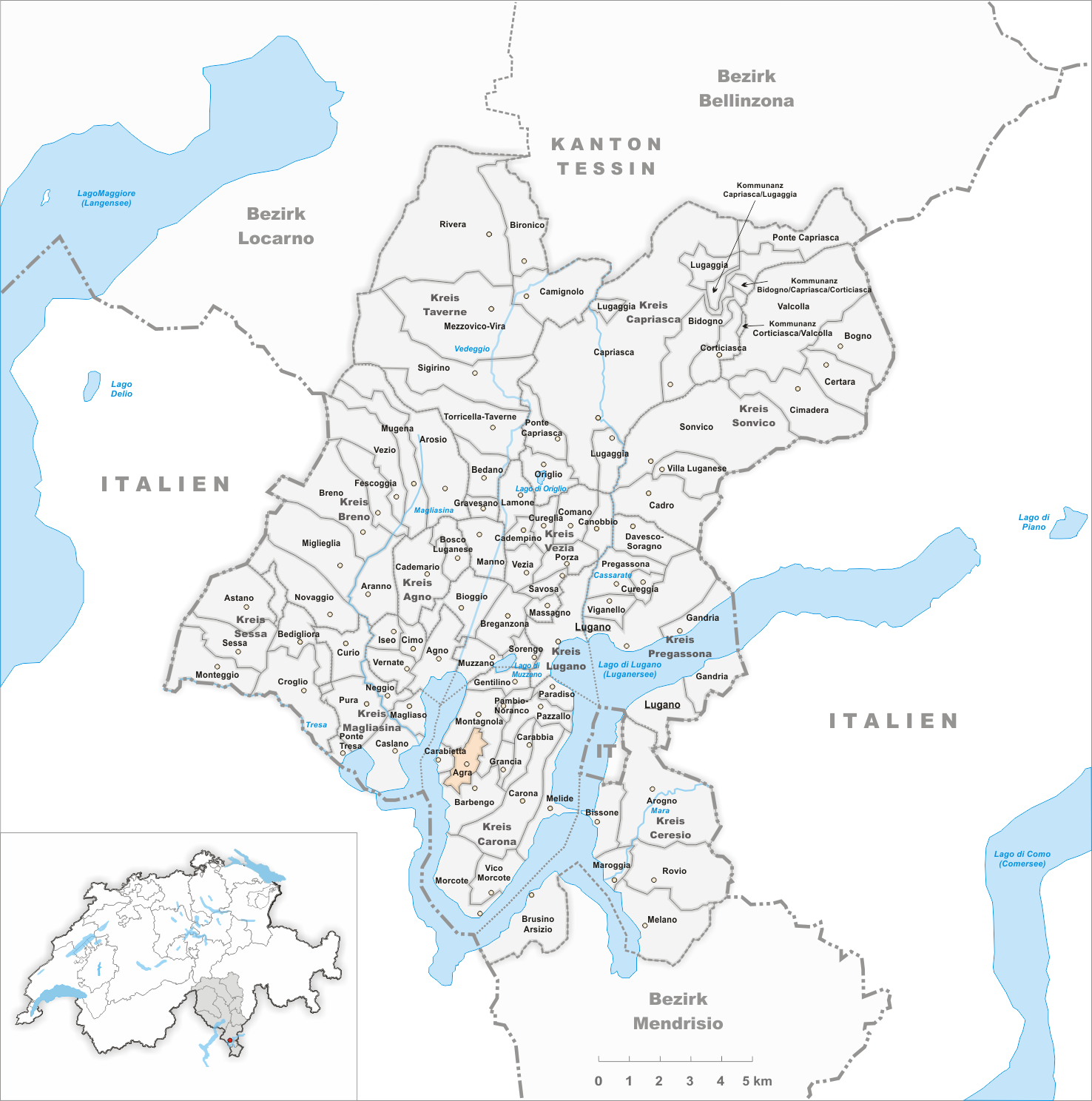
Gemeindestand vor der Fusion am 4. April 2004

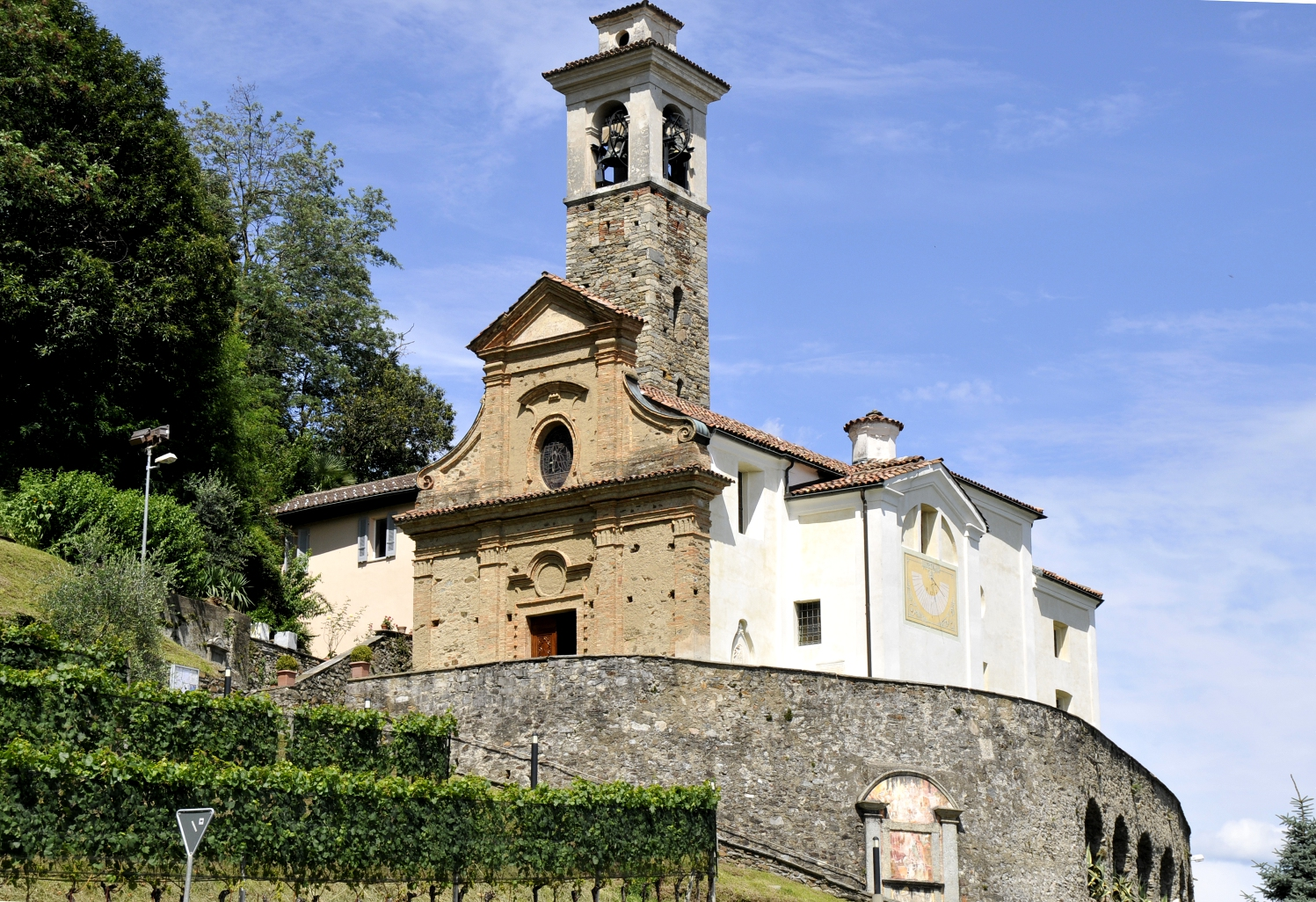
Pfarrkirche Sankt Tommaso

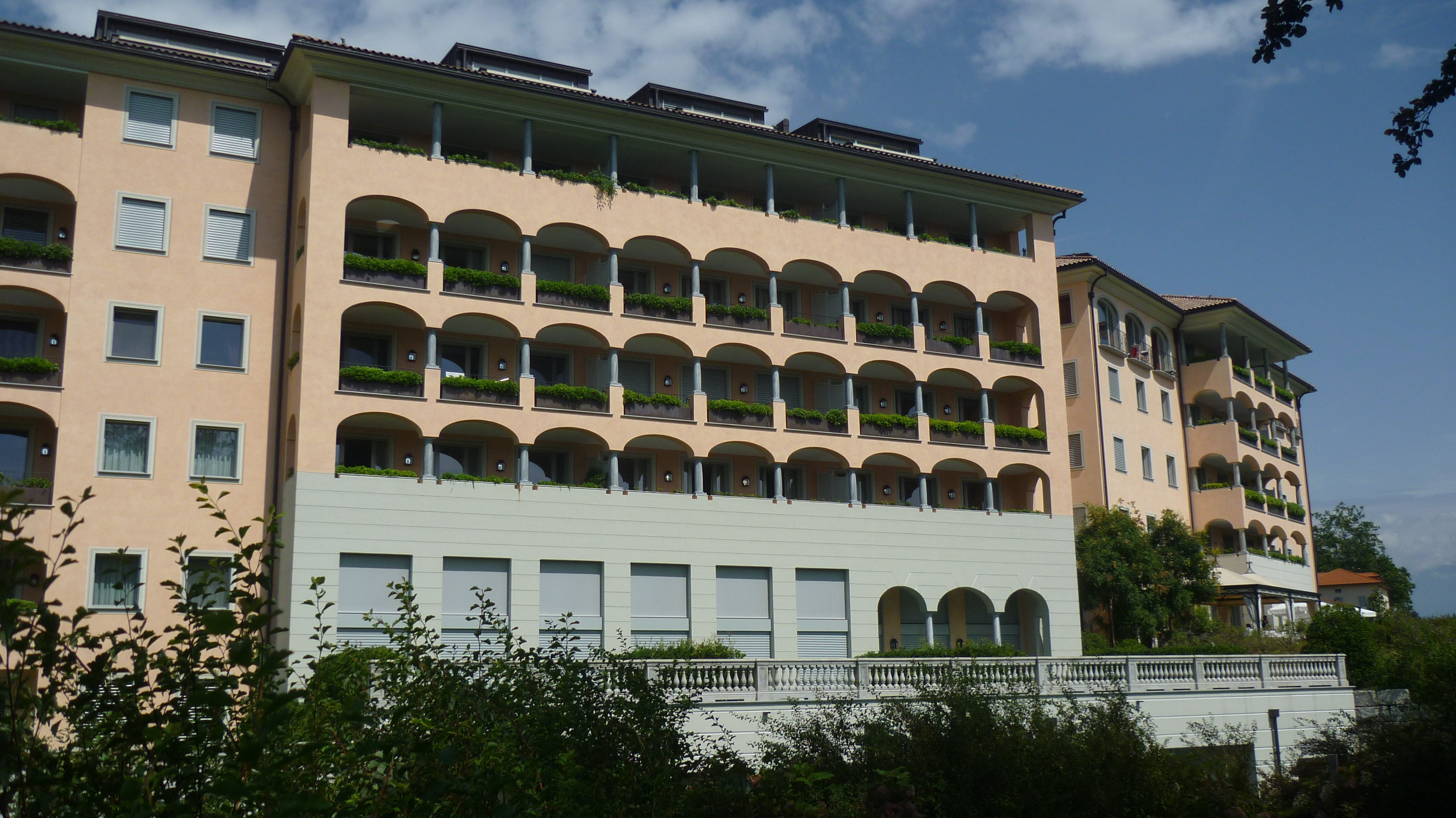
Agra Resort Collina d’Oro

Agra (in einheimischer Mundart: [aːgra]) ist eine Ortschaft der Gemeinde Collina d’Oro im Kreis Paradiso, im Bezirk Lugano im Süden des Schweizer Kantons Tessin. 2004 fusionierte die bis anhin eigenständige Gemeinde mit Gentilino und Montagnola zur neuen Gemeinde Collina d’Oro.

## Geographie

Luftbild von Walter Mittelholzer (1919)

Das Dorf liegt auf 570 m ü. M. am Fusse des Monte Croce auf der Collina d’Oro. Der Ortsname entspricht wahrscheinlich dem in der Tessiner Mundart verbreiteten Wort agra/agru (Berg-Ahorn).

## Geschichte
Der zu Agra gehörige Weiler Bigogno (Bigonio) wird 1270 in einem Inventar erwähnt, das den Besitz des Klosters Sant’Abbondio von Como im Valle di Lugano aufführt. Das Inventar des Domkapitels von Como (1298) nennt in Agra Allod, bischöfliche Lehen sowie Besitztümer des Klosters Disentis.
Bis zur Vereinigung mit Gentilino und Montagnola im April 2004 war Agra eine eigene politische Gemeinde, die den Weiler Bigogno umfasste. Agra ist seit dem späten 13. Jahrhundert urkundlich belegt.
Im Mittelalter bildete Agra mit Barbengo die Vicinìa Concilium de Agra et de Premona, die später Concilium de Agra et Barbencho geheissen wurde.
Das landwirtschaftlich geprägte Dorf war einst berühmt für die Auswanderung von Kunsthandwerkern nach Russland. Das 1912 eröffnete, 1969 wieder geschlossene örtliche Sanatorium war Aufenthaltsort vieler, vor allem deutschsprachiger Persönlichkeiten und Intellektueller, die hier die Monatszeitschrift Die Terrasse publizierten.

## Bevölkerung
Einwohnerzahlen: Volkszählungsdaten
Die Einwohnerzahl wuchs bis zum einstweiligen Höchststand um das Jahr 1836 kontinuierlich an. Im anschliessenden Jahrzehnt war eine starke Abnahme zu verzeichnen. Ab 1870 stieg die Zahl der Einwohner bis 1910 leicht an, um sich dann bis 1941 mehr als zu verdoppeln. In den darauffolgenden 50 Jahren nahm die Einwohnerzahl stetig ab, um ab 1990 wieder auf den Wert von 1941 anzusteigen.

## Sehenswürdigkeiten
- Pfarrkirche San Tommaso[7]
- Ehemaliges Sanatorium, Architekt: Edwin Wipf, 1912–1915 für Tuberkulosepatienten erbaut, das durch den Aufenthalt vieler deutschsprachiger Berühmtheiten als Deutsches Haus bekannt wurde; es wurde 1969 geschlossen und 2009 nach Abbruch der Ruine in der alten Form wieder aufgebaut[8]. Inzwischen erfolgte ein Umbau, und das Haus wird unter dem neuen Namen «Resort Collina d’Oro» als Hotel geführt[7]
- Oratorium della Beata Vergine im Ortsteil Bigogno[7]

## Bilder

Kurhaus, Sanatorium, Luftbild von Werner Friedli (Fotograf) (1948)
Ehemaliges Sanatorium mit Monte San Salvatore im Hintergrund, Luftbild von Werner Friedli (1954)
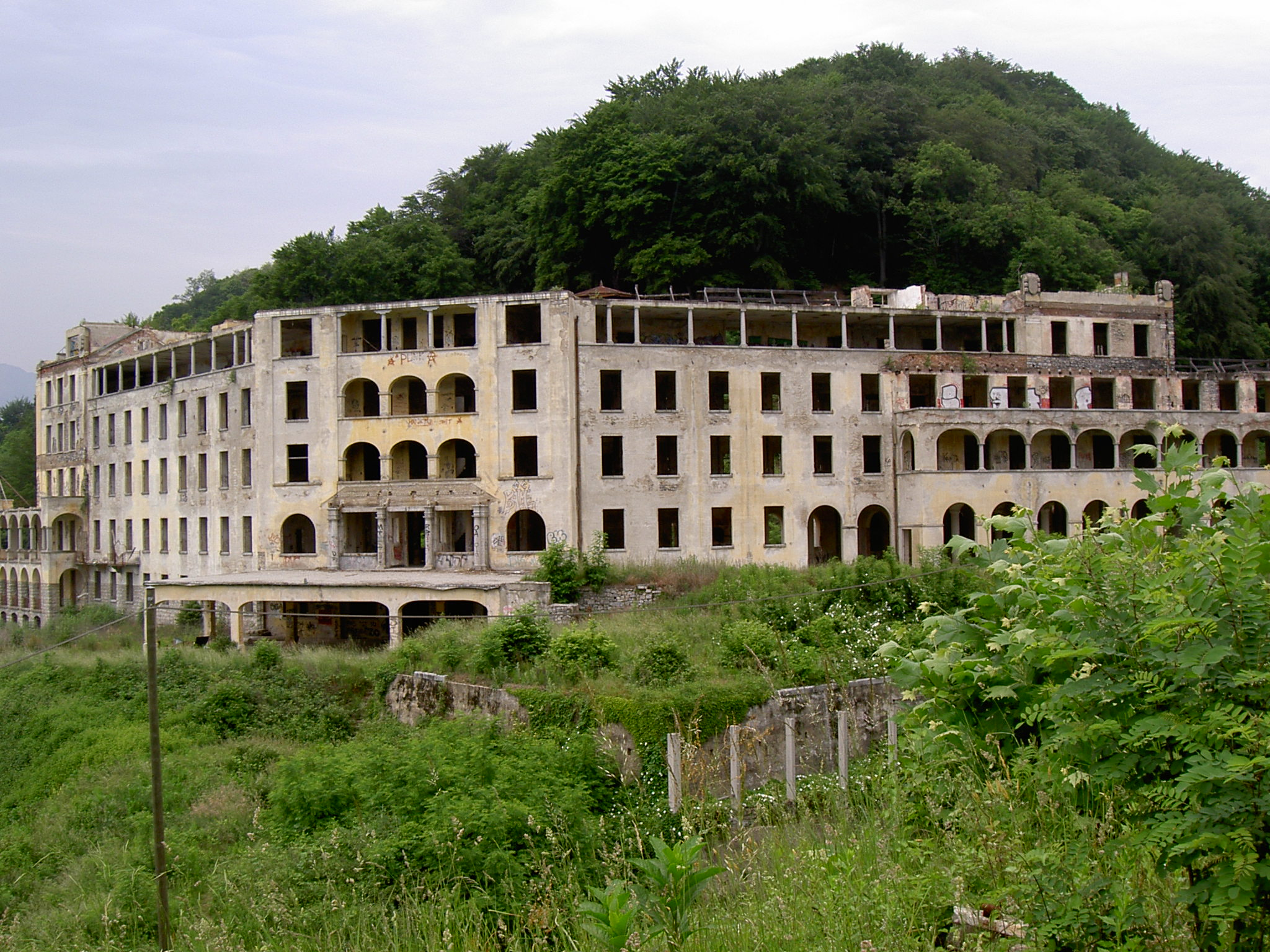
Ehemaliges Sanatorium, Deutsches Haus
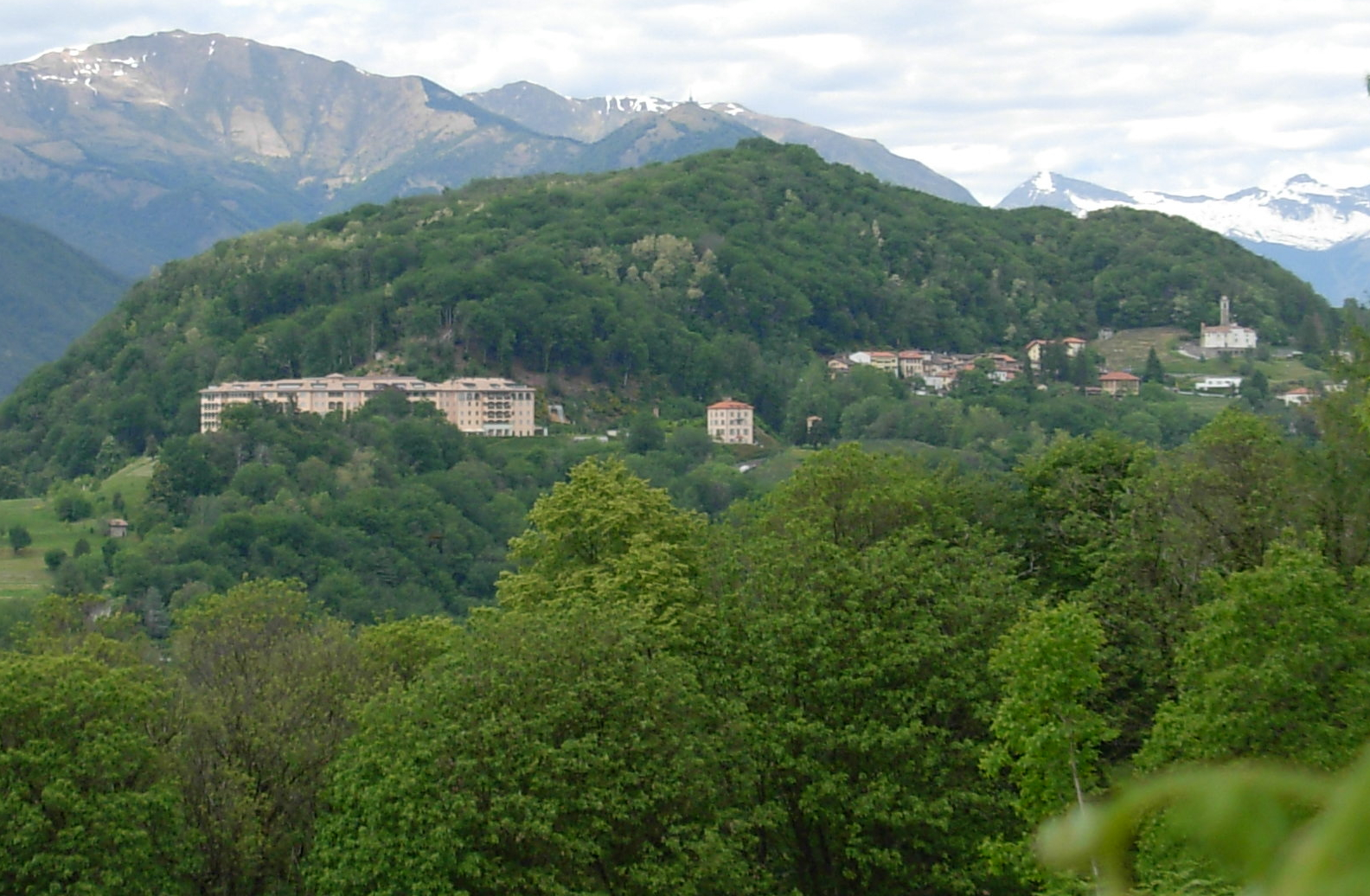
Rechts das Dorf Agra, in der Mitte das neu gebaute Hotel, ehemals Sanatorium
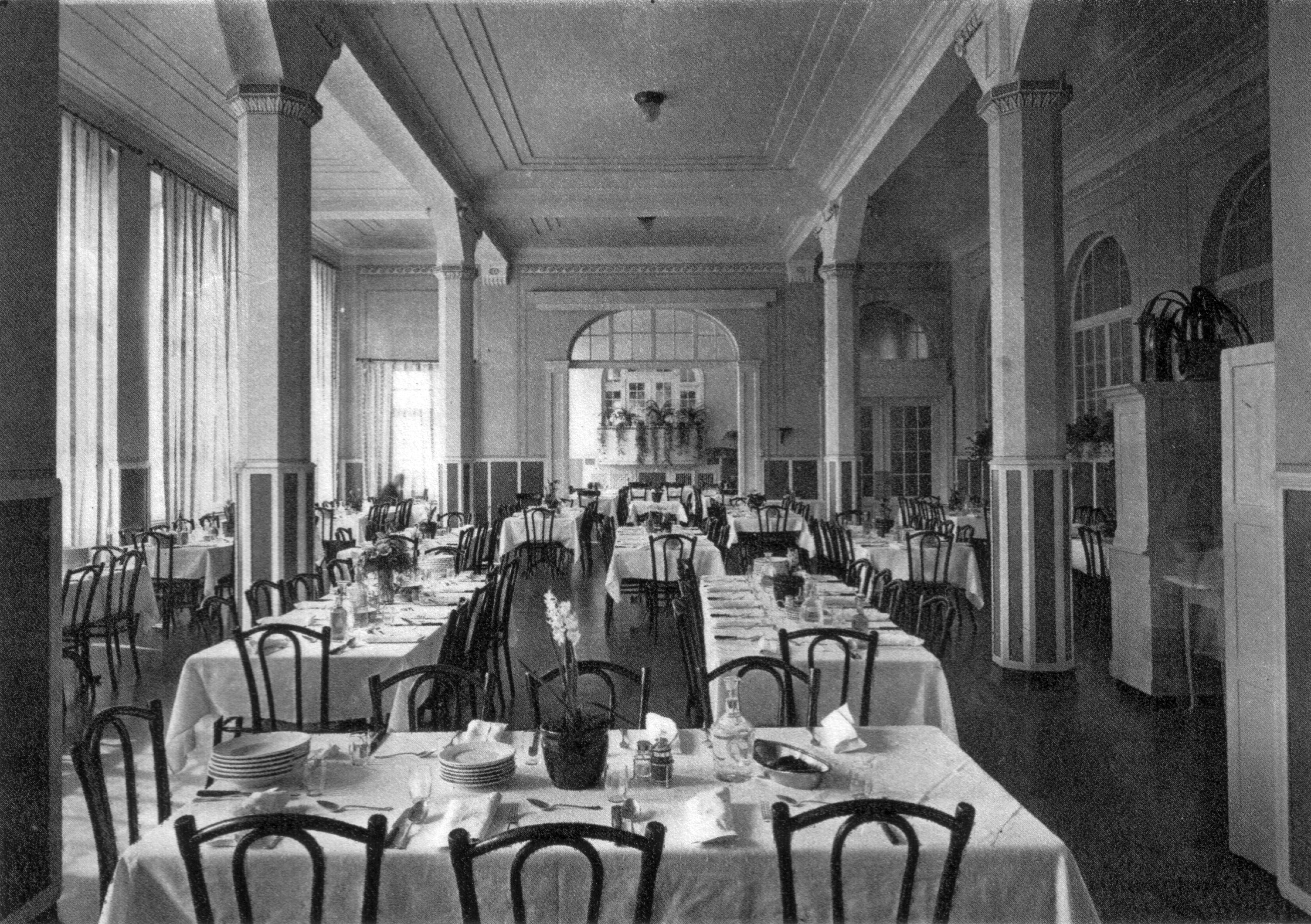
Speisesaal des ehemaligen Sanatoriums (1950)